# こども未来館 (豊橋市)

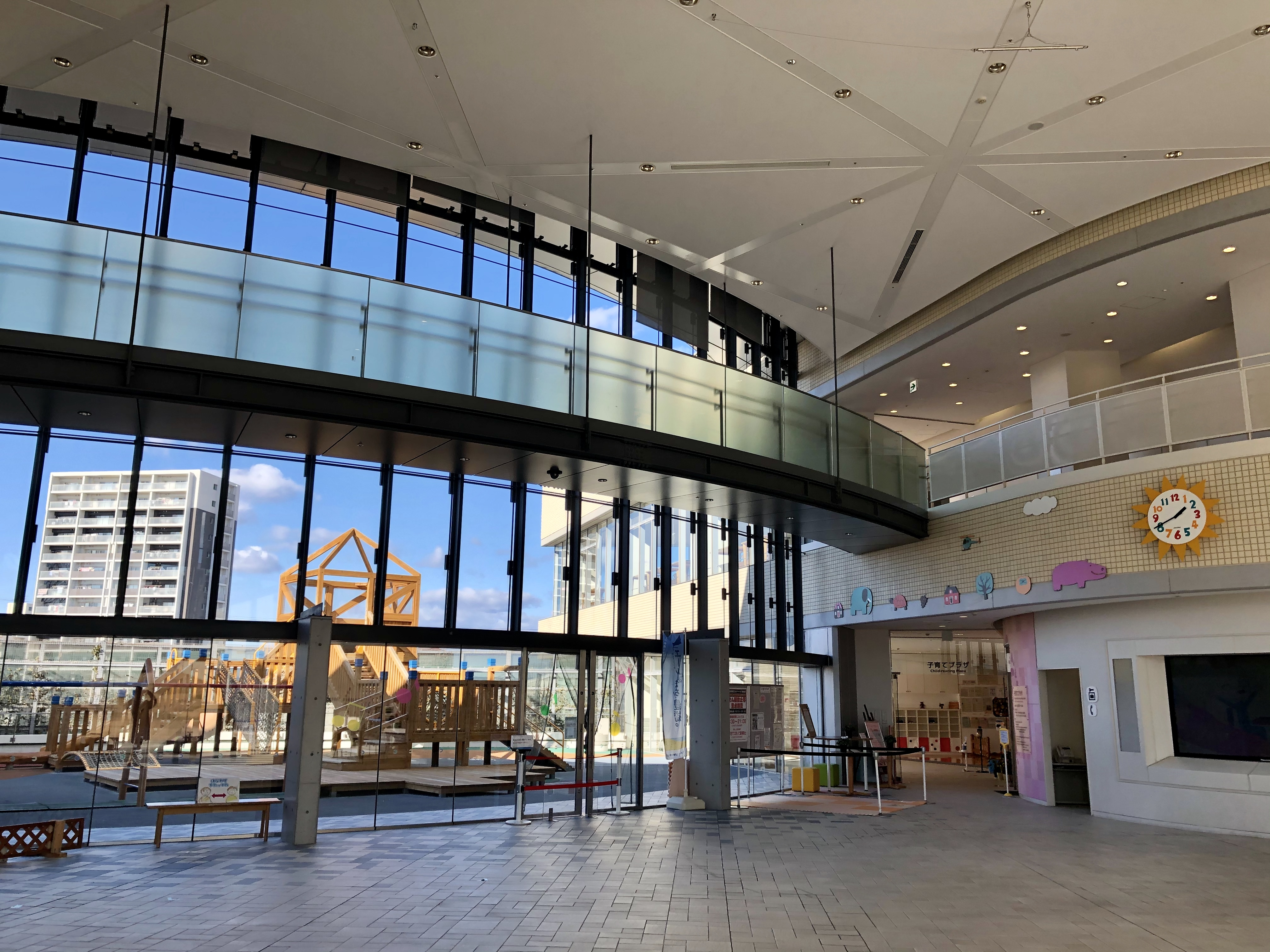
屋内

こども未来館（こどもみらいかん）は、愛知県豊橋市松葉町にある複合施設である。愛称は「ここにこ（ココニコ）」。2008年（平成20年）7月26日に開館した。

## 概要
1996年（平成8年）に移転した豊橋市民病院の跡地を活用してオープンした。そこは豊橋市母子保健センターの西隣である。
施設の管理は、（株）昭和建物管理を代表者とする「ニコリン共同事業体」が指定管理者として行っている。
イメージキャラクターは「ニコリン」。

## 開館時間
- 集いプラザ：9：30 - 21：00
- 子育てプラザ：9：30 - 17：00
- 体験・発見プラザ：9：30 - 17：00
- 休館日：水曜日（祝日を除く）、年末年始（12月29日 - 1月1日）

## 施設内容

### 集いプラザ
年齢層問わず、市民の憩いの場として、貸しスタジオやイベントスペースなどを完備。無料（ただし、貸室は有料）。

### 子育てプラザ
乳幼児（0 - 3歳）とその保護者を対象とした、遊具スペース。無料。

### 体験・発見プラザ
幼児から小・中学生を主な対象とした、子どもたちの好奇心や創造性を育むような体験スペース。
館内には、2007年（平成19年）3月に引退した、豊橋鉄道モ3700形電車が静態保存されており、電車運転体験ができる。
この施設の「まち空間」のみ、障害者や未就学児などを除いて有料となっている。
- 大人：200円（団体の場合は160円）
- 小・中・高校生：100円（団体の場合は80円）

## アクセス
- JR東海道本線・飯田線・名鉄名古屋本線 豊橋駅東口より徒歩で約5分。
- 豊鉄バス「こども未来館・商工会議所」バス停下車。